# 辻秀典
辻 秀典（つじ ひでのり、1973年8月11日 - ）は、日本の起業家・計算機科学者。

## 人物
岐阜県岐阜市生まれ。岐阜市立鷺山小学校、岐阜市立青山中学校、岐阜県立岐阜北高等学校、東京工業大学工学部情報工学科卒、東京大学大学院工学系研究科情報工学専攻修了。博士（工学）の学位を取得。
卒業後の2001年4月に株式会社インターネット総合研究所に就職するも、2002年5月には有限会社情報技研を設立、同代表取締役社長。翌年2003年5月には株式会社に改組。その後2004年に情報セキュリティ大学院大学客員准教授に非常勤として就任。2015年4月より同客員教授。情報処理学会、IEEE、ACM各会員。2020年2月に東京大学大学院情報理工学系研究科入江教授らの研究成果を産業界で実用化することを目的として、半導体設計スタートアップ、株式会社Premoを設立、同代表取締役Founder CEO。2020年9月セキュリティの専門家としてマイナンバーカード機能のスマートフォンへの搭載を提案し、総務省マイナンバーカードの機能のスマートフォン搭載に関する検討会の立上げに貢献。同検討会オブザーバーおよび同事前検討会（技術WG）有識者。2022年4月よりデジタル庁に引き継がれた同検討会オブザーバーおよび同事前検討会有識者。2021年5月より公的個人認証（JPKI）の民間活用を促進するDIPC発起人、理事。2021年10月より同代表理事。
東京工業大学では南谷崇研究室に所属。東京大学では田中英彦・坂井修一研究室に所属。
2001年博士（工学）（東京大学）（学位論文「複数パス実行を実現する大規模データパス・アーキテクチャ 」）
2006年より電子情報通信学会のヒューマンコミュニケーショングループ、料理メディア研究会（2011年度より食メディア研究会に継承）専門委員、2008年より文部科学省の先導的ITスペシャリスト育成推進プログラム拠点間教材等洗練事業運営委員会委員。
大学院時代よりIT系の雑誌記事や書籍の執筆を行う。特に当時インターネット関連やマイクロソフト系のプロダクトHow-to書籍として有名なインプレス（現インプレスジャパン）の「できるシリーズ」に、当時はやり始めていたLinuxを異色のラインナップとして加えることを提案し「できるLinux」が「できるPROシリーズ」の最初の書籍となった。Red Hat Linux 5.2から始まりFedoraになった現在まで15年以上地道な改訂が続けられている。これまで、できるPROのLinuxシリーズは20冊目以上、累計20万部を超える。初期の『できるLinux サーバー構築編』と『できるLinux インターネットサーバー編』は、日本国外でも英語版が翻訳発売された。

## 書籍
- 辻秀典他　『できるPRO CentOS 7 サーバー』　インプレスジャパン、2016年、432頁。
- 辻秀典他　『できるPRO CentOS 6 サーバー』　インプレスジャパン、2013年、432頁。
- 辻秀典他　『できるPRO Apache Webサーバー 改訂版 Version 2.4/2.2/2.0対応』　インプレスジャパン、2013年、288頁。
- 辻秀典他　『できるPRO Fedora 12 Linux 完全活用編』　インプレスジャパン、2010年、600頁。
- 辻秀典他　『できるPRO Fedora 11 Linux 完全活用編』　インプレスジャパン、2009年、608頁。
- 辻秀典他　『できるPRO CentOS サーバー CentOS 5対応』　インプレスジャパン、2009年、404頁。
- 辻秀典他　『できるPRO Fedora 10 Linux 完全活用編』　インプレスジャパン、2009年、612頁。
- 辻秀典他　『できるPRO Fedora 9 Linux 完全活用編』　インプレスジャパン、2008年、608頁。
- 辻秀典他　『できるPRO Fedora 8 Linux 完全活用編』　インプレスジャパン、2007年、600頁。
- 辻秀典他　『できるPRO Fedora 7 Linux 完全活用編』　インプレスジャパン、2007年、560頁
- 辻秀典他　『できるPRO Fedora 6 Linux 完全活用編』　インプレスジャパン、2006年、560頁。
- 辻秀典他　『できるPRO Apache Webサーバー Apache2/1.3対応』　インプレスジャパン、2006年、272頁。
- 辻秀典他　『できる PRO Fedora Core 5 Linux サーバー構築編』　インプレスジャパン、2006年、336頁。
- 辻秀典他　『できる PRO Fedora Core 4』　インプレス、2005年、264頁。
- 辻秀典他　『できるPRO Linuxサーバー Fedora Core 3対応』　インプレス、2004年、320頁。
- 辻秀典他　『できるPRO Fedora Core 2』　インプレス、2004年、264頁。
- 辻秀典　『IT社会の基礎知識TCP/IP―イラストで読む』　インプレス、2004年、95頁。
- 辻秀典他　『絶対できる!はじめての組み立てパソコン〈2004年版〉』　ソフトバンククリエイティブ、2003年、187頁。
- 辻秀典他　『できるPRO Red Hat Linux』　インプレス、2003年、255頁。
- 辻秀典他　『できるPRO Linuxサーバー Red Hat Linux 8版』　インプレス、2003年、303頁。
- 辻秀典他　『AT互換機完全自作ガイド〈2003年版〉』　ソフトバンククリエイティブ、2003年、329頁。
- 辻秀典他　『絶対できる!はじめての組み立てパソコン〈2003年版〉』　ソフトバンククリエイティブ、2002年、197頁。
- 辻秀典他　『Solaris8 管理者ガイド 新装版』　ソフトバンククリエイティブ、2002年、641頁。
- 辻秀典他　『AT互換機完全自作ガイド〈2002年版〉』　ソフトバンククリエイティブ、2002年、313頁。
- 辻秀典他　『ADSL Super Tips―申し込みからサーバー構築まで』　ソフトバンククリエイティブ、2001年、196頁。
- 辻秀典他　『絶対できる!はじめての組み立てパソコン〈2002年版〉』　ソフトバンククリエイティブ、2001年、197頁。
- 辻秀典他　『Solaris8 管理者ガイド』　ソフトバンククリエイティブ、2001年、795頁。
- 辻秀典他　『AT互換機完全自作ガイド〈2001年版〉』　ソフトバンククリエイティブ、2001年、313頁。
- 辻秀典他　『絶対できる! はじめての組み立てパソコン』　ソフトバンククリエイティブ、2000年、191頁。
- 辻秀典他　『できるLinuxサーバー―Red Hat Linux7日本語版対応』　インプレス、2000年、320頁。
- 辻秀典他　『AT互換機完全チューニングガイド』　ソフトバンククリエイティブ、2000年、233頁。
- 辻秀典他　『できるLinux サーバー活用編』　インプレス、1999年、256頁。
- 辻秀典他　『AT互換機完全自作ガイド〈2000〉Athlon対応版』　ソフトバンククリエイティブ、1999年、279頁。
- 辻秀典他　『AT互換機完全自作ガイド〈2000〉Slot1対応版』　ソフトバンククリエイティブ、1999年、295頁。
- 辻秀典他　『できるLinux インターネットサーバー編』　インプレス、1999年、254頁。
- 辻秀典　『ダイヤルアップルータ活用ガイド』　ソフトバンククリエイティブ、1999年、203頁。
- 辻秀典他　『できるLinux サーバー構築編』　インプレス、1999年、237頁。
- 辻秀典他　『AT互換機完全自作ガイド―Slot1対応版』　ソフトバンククリエイティブ、1998年、295頁。
- 辻秀典他 Setting Up A Linux Internet Server Visual Black Book: A Visual Guide to Using Linux as an Internet Server on a Global Network, Coriolis Group Books, 2000, 280pages.
- 辻秀典他 Setting Up a Linux Intranet Server Visual Black Book: A Complete Visual Guide to Building a LAN Using Linux as the OS, Coriolis Group Books, 1998, 256pages.

## 参考
- Marquis Who's Who in the World®.
- Marquis Who's Who in Science and Engineering®.